# Erythronium purpurascens
Erythronium purpurascens är en liljeväxtart som beskrevs av Sereno Watson. Erythronium purpurascens ingår i Hundtandsliljesläktet och i familjen liljeväxter. Inga underarter finns listade.

## Bildgalleri

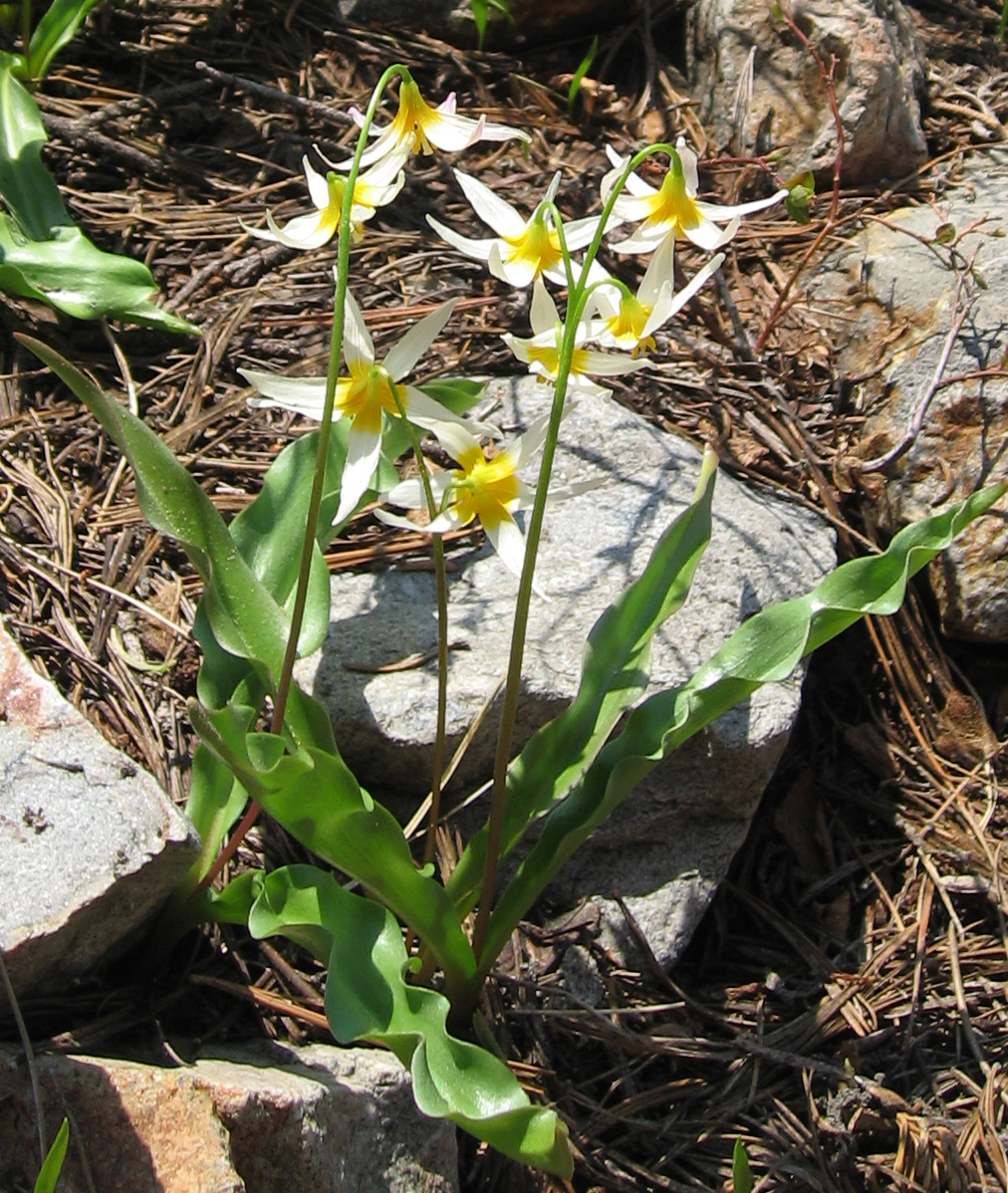